# Stay with Me (singel Erasure)
Stay With Me – trzeci singel brytyjskiego duetu Erasure z szóstego albumu studyjnego Erasure.

## Lista utworów
12" – 12 Mute 174
1. A1.  Stay With Me – NY Mix
2. A2.  Stay With Me – Flow Mix
3. B1.  Stay With Me – Omni Plus
4. B2.  Stay With Me – Guitar Mix

Stay With Me - Cassette Sleeve
Cassette – C Mute 174
1. Stay With Me – Single Edit
2. True Love Wars

Stay With Me - CD Sleeve	
CD – CD Mute 174
1. Stay With Me – Single Edit
2. True Love Wars
3. Stay With Me – Basic Mix
4. True Love Wars – Omni

Stay With Me - LCD Sleeve	
LCD – LCD Mute 174
1. Stay With Me – Flow Mix
2. Stay With Me – NY Mix
3. Stay With Me – Guitar Mix
4. Stay With Me – Castaway Dub